# Microgramma baldwinii
Microgramma baldwinii là một loài thực vật có mạch trong họ Polypodiaceae. Loài này được Brade miêu tả khoa học đầu tiên năm 1965.